# Arnould de Wesemael
Pour les articles homonymes, voir Arnould de Wezemaal, Arnould et Wezemaal.
Arnould de Wesemael fut le 19e abbé de l'abbaye de Parc, de 1342 à sa mort survenue en 1346. Durant son abbatiat, ce dignitaire religieux s'est attaché à ce que son abbaye récupère des biens aliénés par autrui, et ce par le truchement du pape Clément VI.
L'abbaye de Parc est une abbaye prémontrée toujours en activité en 2021, près de 900 ans après sa fondation en 1129 près de Louvain. À l'origine dans le duché de Brabant, sa situation géographique correspond maintenant à Heverlee, en Belgique, dans le Brabant flamand.

## Chronologie

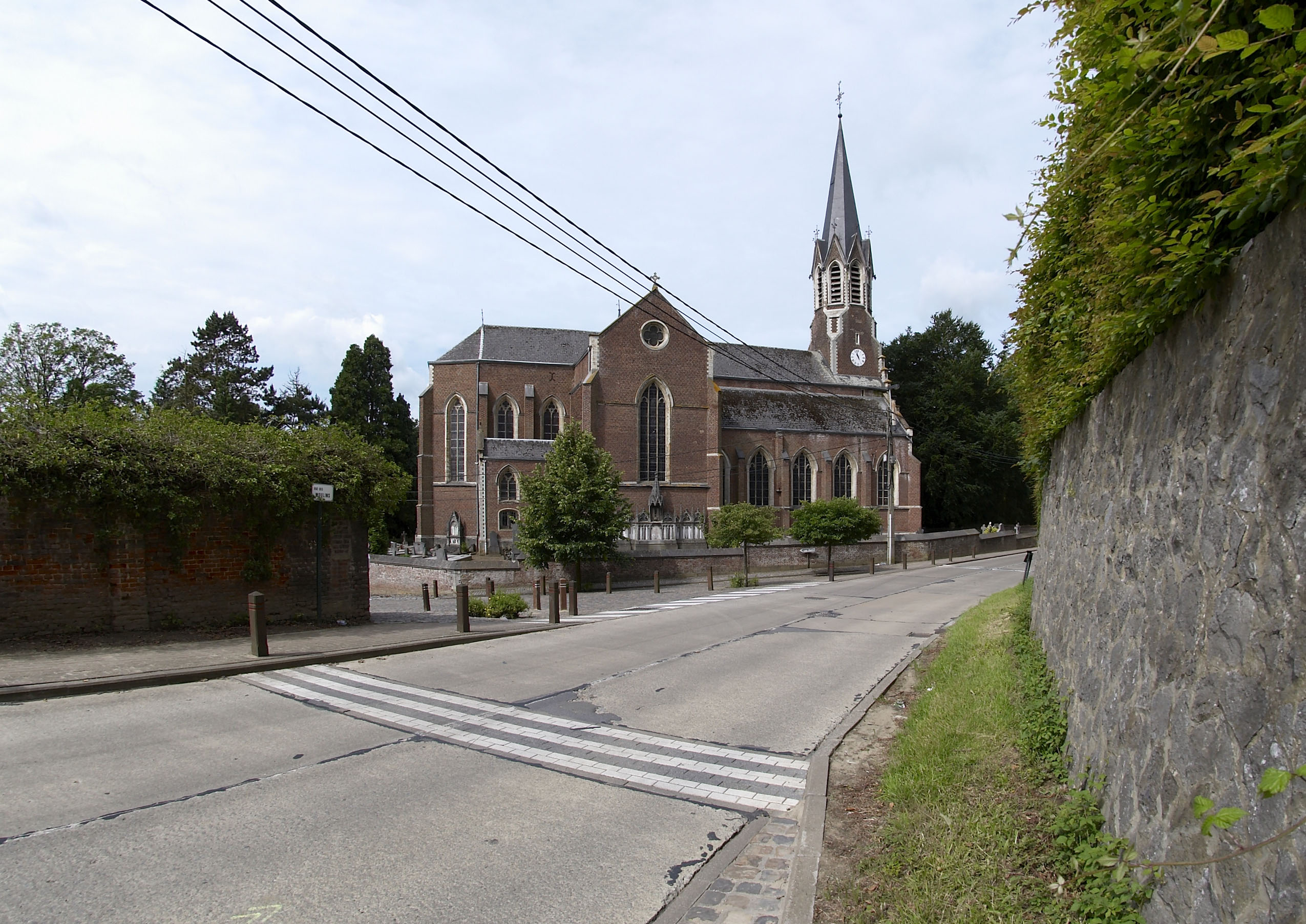
L'église d'Archennes.

Arnould de Wesemael est issu de l'une des plus anciennes et des plus illustres familles du Brabant. Il est curé à Archennes en 1320, devient l'abbé de l'abbaye de Parc en 1342,. Il meurt le 19 décembre 1346 et est inhumé au chœur de l'abbatiale, près du 16e abbé de Parc Godefroid de Aertrode.

## Abbatiat
L'abbé Arnould de Wesemael fait le constat que, depuis de nombreuses années, des biens de l'abbaye de Parc sont indûment aliénés. En 1343, il obtient du pape Clément VI une bulle qui autorise le doyen de l'abbaye de Nivelles à récupérer ces biens en faveur de Parc. Malheureusement, il n'est pas allé au terme de la restauration de l'abbaye.

## Postérité

### Indication posthume
J.E. Jansen accompagne la chronologie de l'abbé Arnould de Wesemael d'une indication en latin le concernant, et qu'un traducteur automatique formule  « Comme pasteur il développe ardemment la restauration des édifices. Issu de la principale famille originaire du Brabant »,.

### Armes de l'abbé
Le blasonnement des armes de l'abbé Arnould de Wesemael est de gueules à trois lis d'argent au pied coupé, posés 2 et 1, conformément au blason représenté sur le tableau des armes des abbés de Parc, tableau présent à l'abbaye de Parc. Ces armes figure aussi dans l'armorial des abbés de Parc. Elles sont empruntées à la noble famille Wesemael.

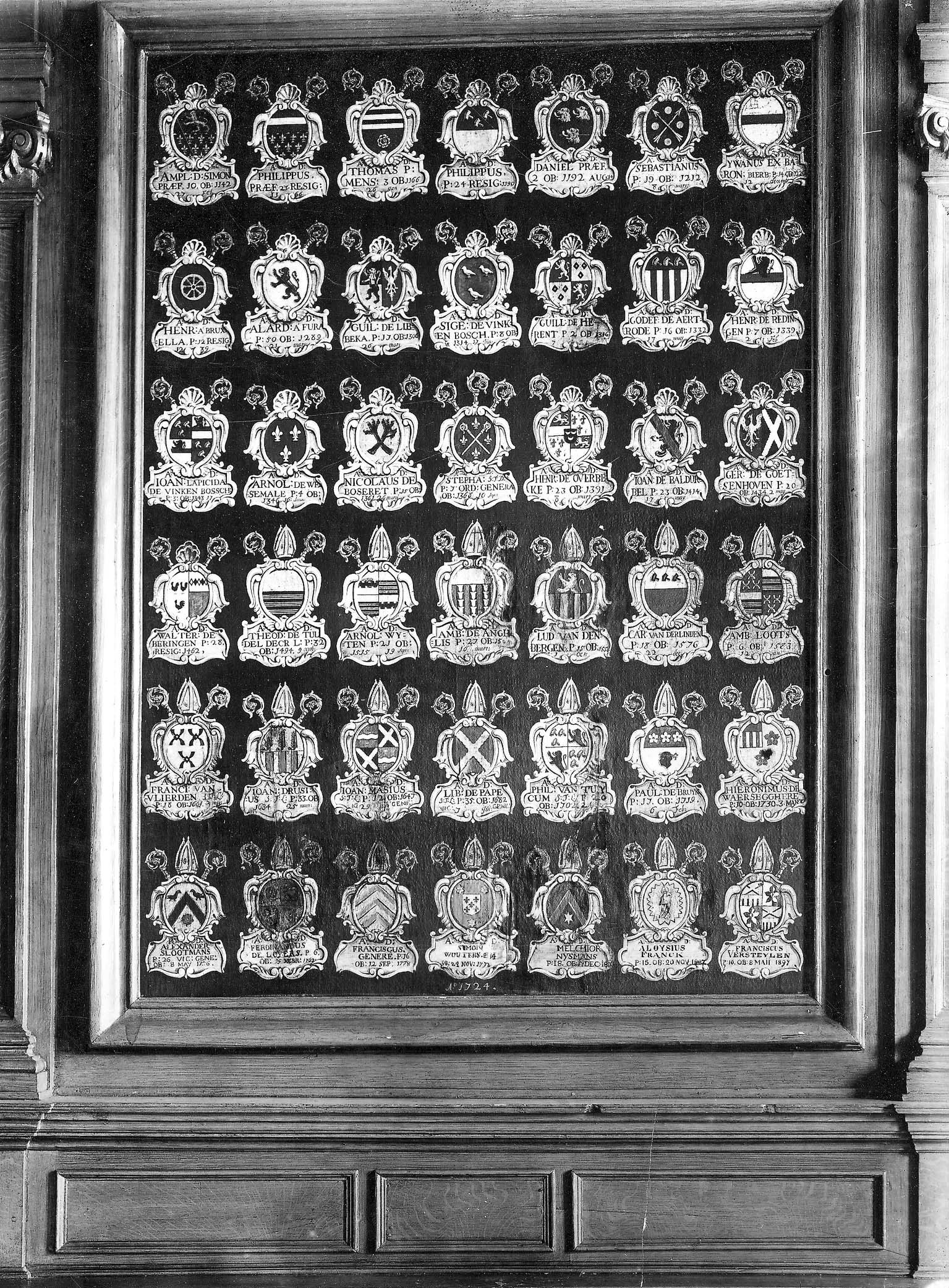
Armes des abbés de Parc (1724).
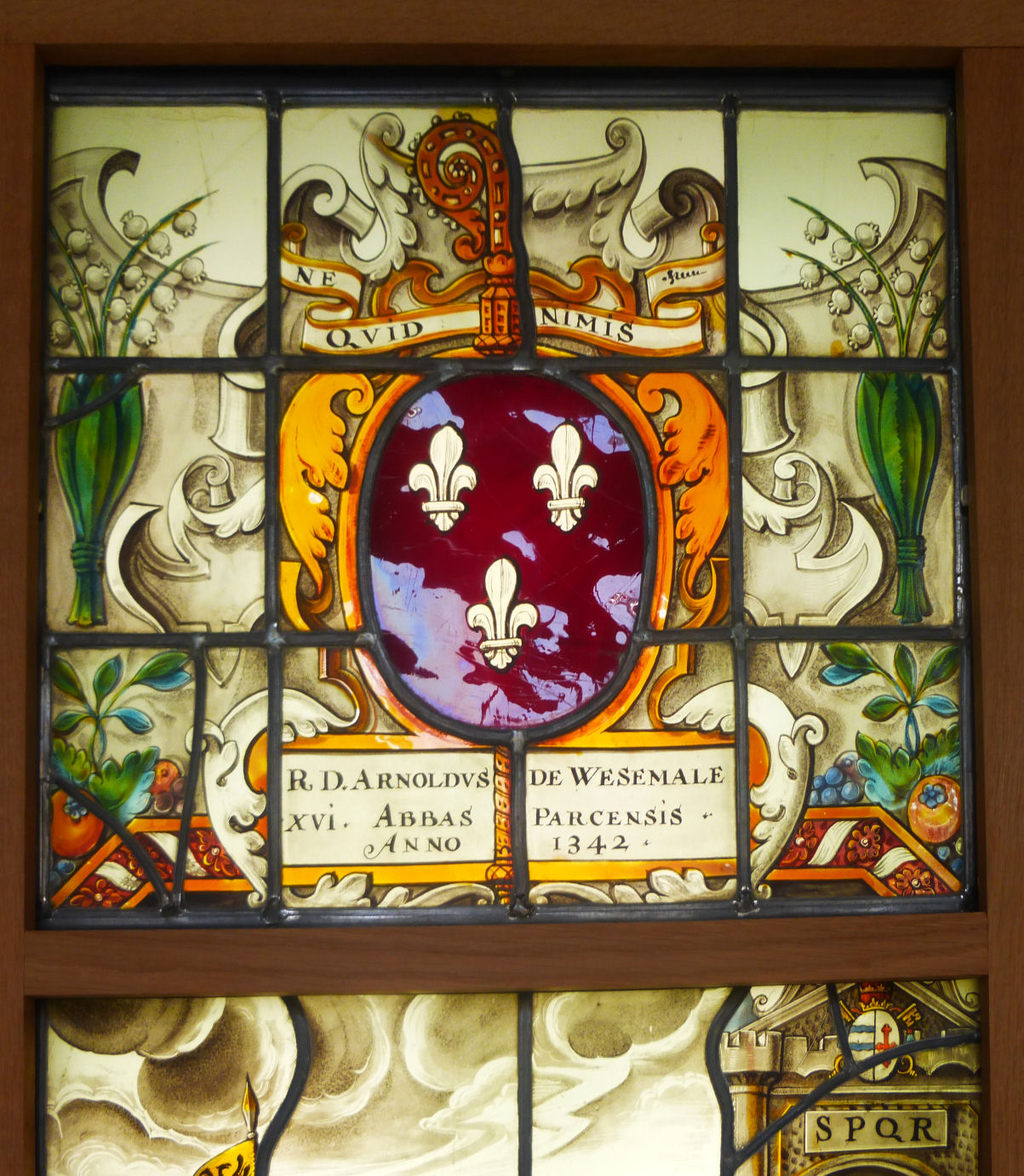
Armes par Jean de Caumont, Bruxelles.